# Henri Bellieni
Henri Bellieni, né le 3 octobre 1857 à Metz (Moselle) et mort le 16 juillet 1938 à Nancy, est un ingénieur en optique et photographe français.
Il est l’inventeur, en 1895, des jumelles Bellieni, un appareil de prise de vues stéréoscopiques.

## Biographie

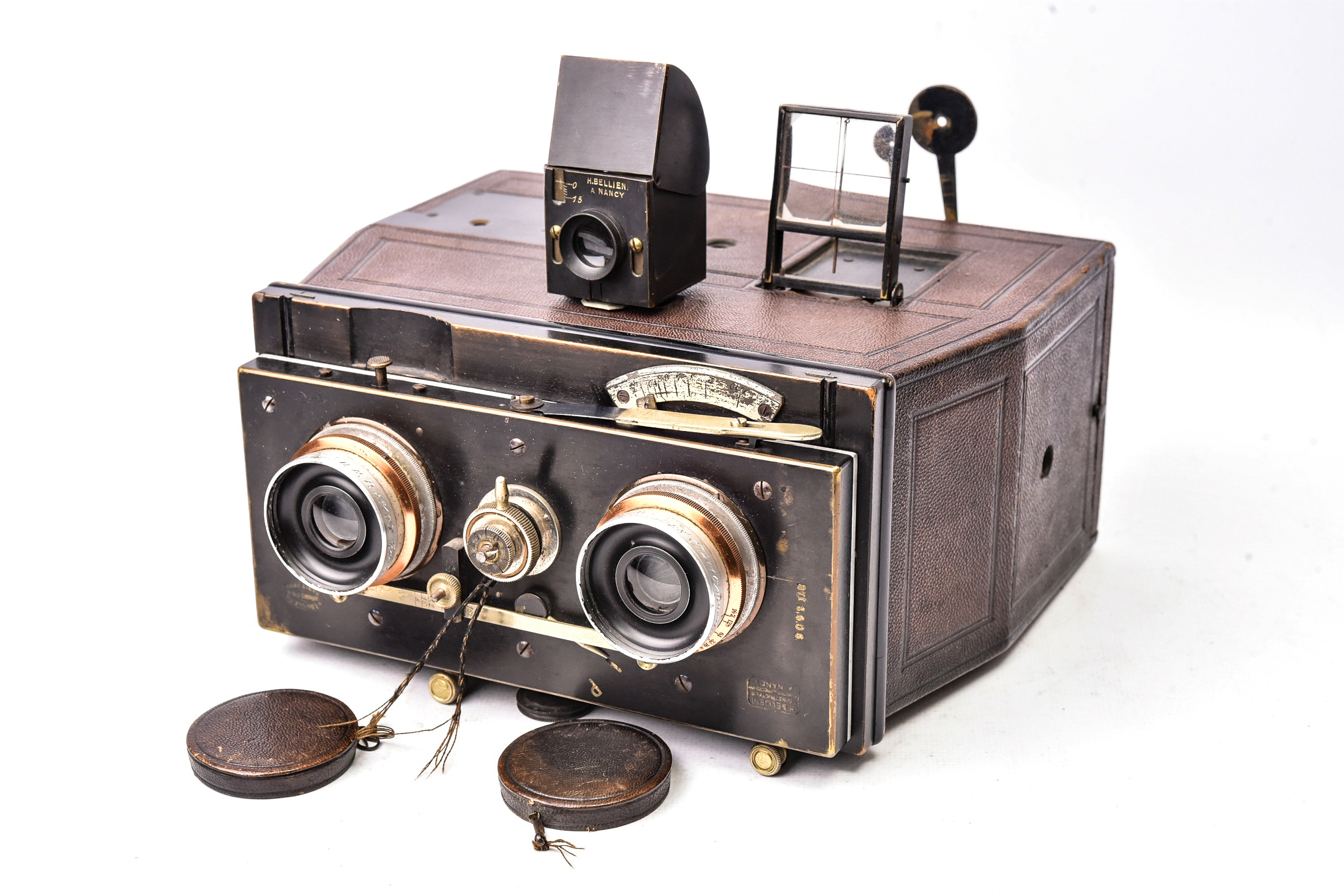
Jumelles stéréoscopiques au format deux fois. Coll. Antiq-Photo.

Henri Bellieni naît dans une famille d’origine italienne le 3 octobre 1857 à Metz. Son grand-père André-François Belliéni (1789-1843), est arrivé de Lombardie où il avait suivi une formation d’opticien, fonde En Fournirue à Metz en 1812, à l’enseigne « Schiavetti-Bellieni », un magasin de détail où l’on vend toute sorte d’instruments d’optique. Son père, Charles Gimel Bellieni (1820-1880), fils adoptif d’André-François, prend la succession en 1850.
Grâce au voisinage de l’École d'application de l'artillerie et du génie, Charles Gimel Bellieni développe de nombreux projets en collaboration avec le colonel Charles-Moÿse Goulier professeur de géodésie et de topographie dans cette école. Après la guerre de Crimée, il devient le fournisseur officiel de l’Armée française en instruments de précision, goniomètres, boussoles nivelantes, alidades, longues-vues et jumelles de toutes sortes.
Henri Bellieni est l’aîné d’une famille de six enfants dont il est l’unique garçon. Très jeune, son père l’initie aux techniques de précision dans l’atelier familial.
Sa famille opte pour la nationalité française au lendemain du Traité de Francfort, et s’installe en 1871 à Nancy qui devient la grande ville française de l’Est face à l’Allemagne, et bénéficie de ce fait d’un développement et d’un rayonnement spectaculaires. L’atelier et le magasin de vente sont installés place de l’Académie, devenue place Carnot à Nancy.
Après des études en optique à Paris, Henri reprend l’entreprise familiale à la mort de son père en 1880. Il a vingt-quatre ans.
En 1889, il se spécialise dans la fabrication d’appareils photographiques. Il invente des dizaines d’appareils dont les jumelles Bellieni un appareil à double lentille et à exposition simultanée qui permet de prendre une centaine de vues en stéréoscopie.

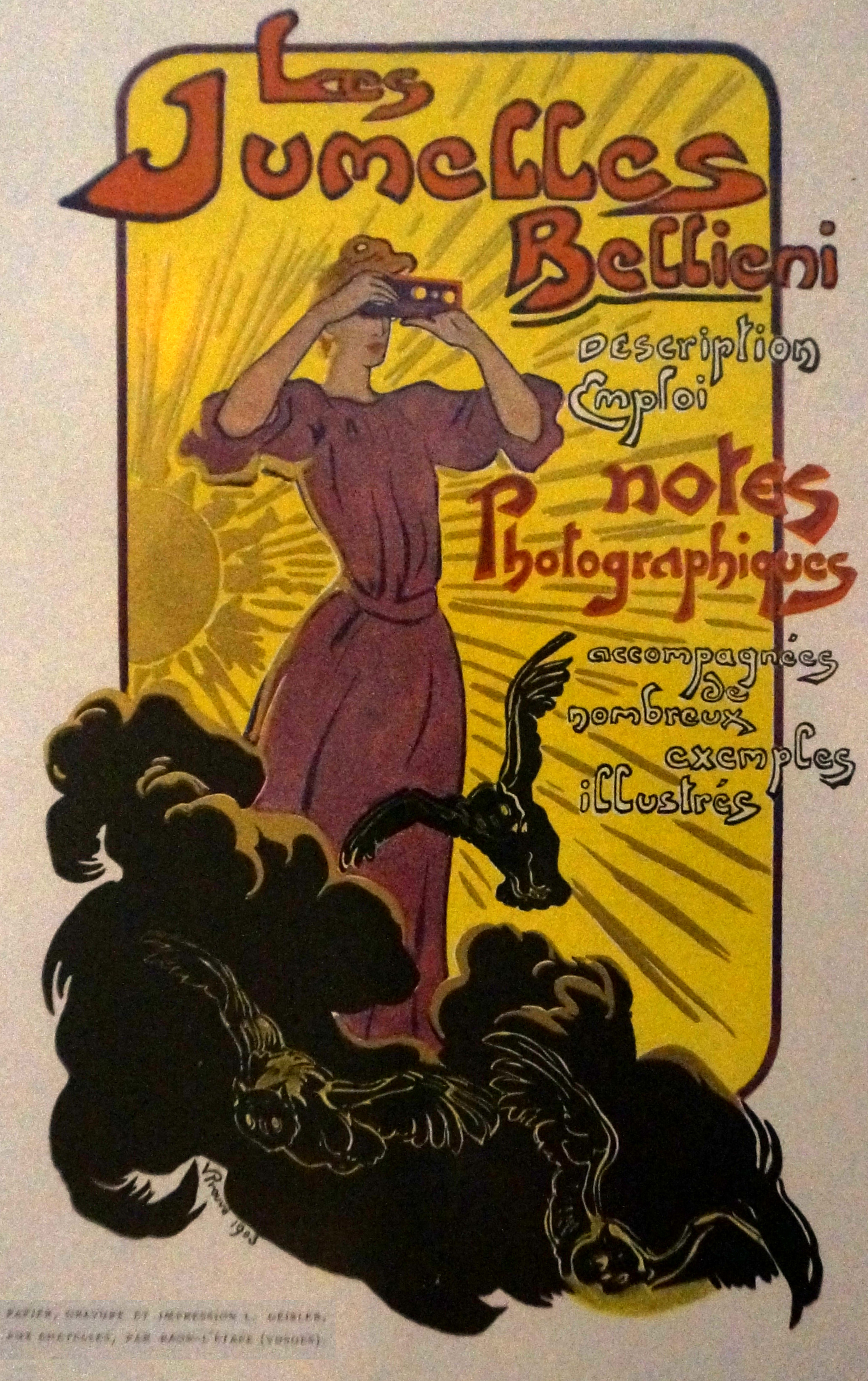
Victor Prouvé, affiche publicitaire pour les jumelles Bellieni (1903).

Ces inventions, qui obtiennent de nombreuses récompenses dont une médaille d’or à l’Exposition universelle de Paris de 1889 puis à celle de 1900, vont permettre l’accélération du développement de la carte postale illustrée photographique naissante, dont il est un artisan majeur avec Albert Bergeret.
Onze mille jumelles « universelles » sont vendues en quinze ans, ainsi que des appareils photographiques extra-plats et divers accessoires.
En 1889, la Maison Bellieni fournit l’administration forestière, la Compagnie des chemins de fer de l'Est et la faculté de Nancy.
À côté de son travail d’inventeur, Bellieni est un artiste de la photographie qui restitue dans ses images une Lorraine entre monde rural et vie urbaine.
Henri Bellieni devient en 1893 membre de la Société française de photographie et second administrateur en 1903, il est aussi membre fondateur et membre du conseil d’administration de la Société lorraine de photographie de 1894 à 1914.
Publiciste, éditeur de cartes postales, il anime un atelier mensuel où ont été formés quelques-uns des grands photographes lorrains de la première moitié du XXe comme Julien Gérardin et Jean Scherbeck, dont il sera le témoin de mariage en 1923.
Il emploie Léopold Poiré à partir de 1900 pour développer et retoucher les photographies. Poiré réalise aussi des portraits, et se voit confier les tests des appareils inventés par Bellieni en effectuant, jusqu’à la Première Guerre mondiale, de nombreux reportages d’actualité en Lorraine.
Ami intime du peintre et sculpteur Victor Prouvé, qui concevra un habillage en cuir repoussé pour ses jumelles, il collabore avec l’École de Nancy. Il réalise un important reportage photographique à l’Exposition internationale de l'Est de la France de 1909 à Nancy.
Il participe à de nombreuses expositions internationales, Paris (1900), Saint-Louis (1904), Liège (1905), Milan (1906), Londres (1908). À Nancy, il est président de la Chambre de commerce, juge puis président du Tribunal de commerce de 1924 à 1930, ainsi que vice-président de la Ligue aérienne de l’est.
Marié en 1882 à Marie Pagès (1860-1955), il aura deux enfants, Jeanne (1884-1907) et Charles, né en 1888, qui trouvera la mort au cours de la Première Guerre mondiale le 20 août 1914.
Henri Bellieni prend sa retraite en 1924. Il meurt le 16 juillet 1938 à Nancy, à l’âge de 80 ans. Il est inhumé au cimetière de Préville.

## Distinctions
- Officier de la Légion d'honneur en 1923, chevalier en 1910[7].
- Officier d'académie[2].
- Chevalier de l’Ordre royal du Cambodge[2].

## Publications

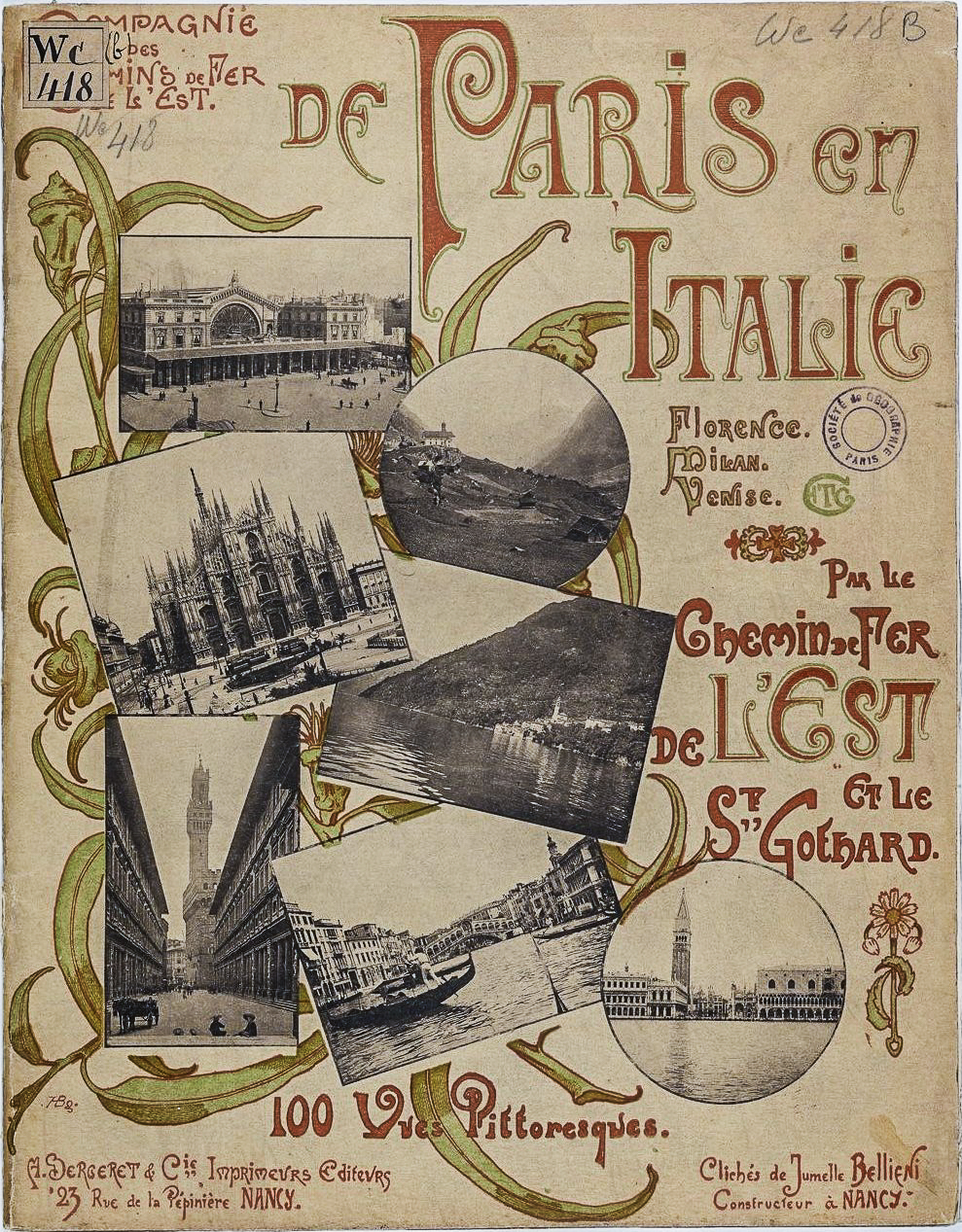
De Paris en Italie par le chemin de fer de l'Est et le Saint-Gothard, 1898.

- Les Fêtes de Nancy, juin 1892 : Souvenir de la visite de M. Carnot, Paris et Nancy, Berger-Levrault, 1892 (BNF 40365056).
- Instruction pratique pour l’emploi de la jumelle photographique Bellieni munie d’un objectif Zeiss, série 1.8, foyer 110 millimètre, Nancy, Berger-Levrault, 1895 (BNF 30080617).
- Jumelles H. Bellieni, Nancy : Instructions, Nancy, Albert Bergeret, 1899 (lire en ligne).
- De Paris en Italie par le Chemin de fer de l'Est et le Saint-Gothard (clichés Jumelles H. Bellieni), Nancy, Albert Bergeret, 1898 (lire en ligne).
- Nancy, album de 100 vues, (Clichés obtenus avec la jumelle Bellieni), Nancy, A. Bergeret et Cie, Imprimerie Artistique de l’Est, H. Bellieni, éditeur, sd.